# Grecja na Letnich Igrzyskach Olimpijskich 1932
Grecję na Letnich Igrzyskach Olimpijskich 1932 w Los Angeles reprezentowało 10 zawodników: 10 mężczyzn i ani jednej kobiety. Był to 9. start reprezentacji Grecji na letnich igrzyskach olimpijskich.
Najmłodszym greckim zawodnikiem na tych igrzyskach był 20-letni lekkoatleta, Angelos Lambrou, natomiast najstarszym 29-letni lekkoatleta, John Moralis. Chorążym reprezentacji podczas ceremonii otwarcia był lekkoatleta Christos Mandikas.

## Wyniki zawodników

### Boks
| Zawodnik            | Konkurencja    | Ćwierćfinały               | Półfinały        | Finał            | Pozycja | Źródło |
| Zawodnik            | Konkurencja    | Przeciwnik Wynik           | Przeciwnik Wynik | Przeciwnik Wynik | Pozycja | Źródło |
| ------------------- | -------------- | -------------------------- | ---------------- | ---------------- | ------- | ------ |
| Nikolaos Mastoridis | Waga półciężka | G. Rossi Porażka – decyzja | NQ               | NQ               | 5-8.    | [ 2 ]  |

### Lekkoatletyka

#### Konkurencje biegowe
| Zawodnik                                                                | Konkurencja                | Eliminacje | Eliminacje | Ćwierćfinały | Ćwierćfinały | Półfinały | Półfinały | Finał | Finał   | Źródło |
| Zawodnik                                                                | Konkurencja                | Czas       | Pozycja    | Czas         | Pozycja      | Czas      | Pozycja   | Czas  | Pozycja | Źródło |
| ----------------------------------------------------------------------- | -------------------------- | ---------- | ---------- | ------------ | ------------ | --------- | --------- | ----- | ------- | ------ |
| Angelos Lambrou                                                         | Bieg na 100 m              | 11.3       | 3.         | NQ           | NQ           | NQ        | NQ        | NQ    | NQ      | [ 3 ]  |
| Christos Mandikas                                                       | Bieg na 400 m              | 49.6       | 5.         | NQ           | NQ           | NQ        | NQ        | NQ    | NQ      | [ 3 ]  |
| Christos Mandikas                                                       | Bieg na 110 m przez płotki | 15.1       | 2. (Q)     | —            | —            | DQ        | DQ        | NQ    | NQ      | [ 4 ]  |
| Christos Mandikas                                                       | Bieg na 400 m przez płotki | 56.4       | 3. (Q)     | —            | —            | NN        | 6.        | NQ    | NQ      | [ 5 ]  |
| Vangelis Moiropoulos                                                    | Bieg na 400 m przez płotki | 55.2       | 4.         | —            | —            | NQ        | NQ        | NQ    | NQ      | [ 5 ]  |
| Angelos Lambrou Christos Mandikas Vangelis Moiropoulos Renos Frangoudis | Sztafeta 4 × 100 m         | 42.9       | 4.         | —            | —            | —         | —         | NQ    | NQ      | [ 6 ]  |
| John Moralis                                                            | Chód na 50 km              | —          | —          | —            | —            | —         | —         | DNF   | DNF     | [ 7 ]  |

#### Konkurencje techniczne
| Zawodnik              | Konkurencja   | Wynik   | Pozycja | Źródło |
| --------------------- | ------------- | ------- | ------- | ------ |
| Peter Clentzos        | Skok o tyczce | 3,75 m  | 7.      | [ 8 ]  |
| Nikolaos Papanikolaou | Trójskok      | 13,92 m | 13.     | [ 9 ]  |

### Zapasy
Punktacja:
- 0 pkt – wygrana (poddanie)
- 1 pkt – wygrana (decyzja)
- 3 pkt – porażka

Zdobycie 5 pkt powodowało wyeliminowanie z turnieju.

#### Styl klasyczny
| Zawodnik          | Konkurencja  | Eliminacje                             | Eliminacje | Eliminacje                   | Eliminacje | Eliminacje                   | Eliminacje | Eliminacje       | Eliminacje | Finał            | Pozycja         | Źródło |
| Zawodnik          | Konkurencja  | 1                                      | 1          | 2                            | 2          | 3                            | 3          | 4                | 4          | Finał            | Pozycja         | Źródło |
| Zawodnik          | Konkurencja  | Przeciwnik Wynik                       | Punkty     | Przeciwnik Wynik             | Punkty     | Przeciwnik Wynik             | Punkty     | Przeciwnik Wynik | Punkty     | Przeciwnik Wynik | Pozycja         | Źródło |
| ----------------- | ------------ | -------------------------------------- | ---------- | ---------------------------- | ---------- | ---------------------------- | ---------- | ---------------- | ---------- | ---------------- | --------------- | ------ |
| Georgios Zervinis | Waga kogucia | L. François Wygrana – poddanie (13:49) | 0 pkt      | J. Brendel Porażka – decyzja | 3 pkt      | M. Nizzola Porażka – decyzja | 6 pkt      | NQ               | NQ         | NQ               | Nieklasyfkowany | [ 10 ] |

#### Styl wolny
| Zawodnik           | Konkurencja   | Eliminacje                            | Eliminacje | Eliminacje                           | Eliminacje | Eliminacje                    | Eliminacje | Eliminacje                       | Eliminacje | Finał            | Pozycja         | Źródło |
| Zawodnik           | Konkurencja   | 1                                     | 1          | 2                                    | 2          | 3                             | 3          | 4                                | 4          | Finał            | Pozycja         | Źródło |
| Zawodnik           | Konkurencja   | Przeciwnik Wynik                      | Punkty     | Przeciwnik Wynik                     | Punkty     | Przeciwnik Wynik              | Punkty     | Przeciwnik Wynik                 | Punkty     | Przeciwnik Wynik | Pozycja         | Źródło |
| ------------------ | ------------- | ------------------------------------- | ---------- | ------------------------------------ | ---------- | ----------------------------- | ---------- | -------------------------------- | ---------- | ---------------- | --------------- | ------ |
| Georgios Zervinis  | Waga kogucia  | J. Trifunov Wygrana – poddanie (0:41) | 0 pkt      | J. Reid Porażka – decyzja            | 3 pkt      | A. Jaskari Porażka – decyzja  | 6 pkt      | NQ                               | NQ         | NQ               | Nieklasyfkowany | [ 11 ] |
| Ioannis Farmakidis | Waga piórkowa | I. Hatta Wygrana – decyzja            | 1 pkt      | J. Chasson Wygrana – poddanie (8:24) | 1 pkt      | E. Karlsson Porażka – decyzja | 4 pkt      | H. Pihlajamäki Porażka – decyzja | 7 pkt      | NQ               | Nieklasyfkowany |        |